# Eupithecia marasa
Eupithecia marasa är en fjärilsart som beskrevs av Eugen Wehrli 1932. Eupithecia marasa ingår i släktet Eupithecia och familjen mätare. Inga underarter finns listade i Catalogue of Life.